# Arendtsville (Pensylvánie)
Arendtsville je obec (borough) v Adams County, v Pensylvánii. Leží na Pennsylvania Route 234. Vznikla roku 1810 a je známá pro každoroční podzimní jablkový festival.

## Obyvatelstvo
| 1850 | 1900 | 1950 | 2000 | 2010 |
| ---- | ---- | ---- | ---- | ---- |
| -    | 393  | 409  | 848  | 952  |

## Náboženství
Nejvíce obyvatel se hlásí ke katolické církvi, následuje Evangelical Lutheran Church in America a United Church of Christ.